# Pu-erh
El té Pu'er o Pu-erh es una variedad de té fermentado producido tradicionalmente en la provincia de Yunnan, China. También es conocido en Occidente como té rojo (en chino, 普洱茶; pinyin, pǔ'ěrchá) y su nombre proviene de la región de Pu'er. Se trata de un té inusual en China, siendo este país el mayor productor del té rojo o pu-erh del mundo. Consumido única y exclusivamente por la nobleza china durante cientos de años. Al contrario que otros tes, que suelen tomarse frescos tras su recolección, el proceso de fermentación de esta variedad de Camellia sinensis puede durar de 2 a 60 años en barricas de bambú, lo que hace que las hojas alcancen un color cobrizo y, por lo tanto, también la infusión. Es muy raro encontrar té pu-erh de 50 años y suele haber añadas (al igual que el vino) que indican las diferentes calidades que ha habido en las cosechas de cada año. El té pu-erh se adquiere en bolas compactas, "pasteles" y "ladrillos de té" que se desmoronan antes de su preparación.

## Historia
El té pu-erh se llama así debido a su origen de recolección en el condado de Pu'er ubicado al sur de la Provincia de Yunnan, perteneciente a la región de Ying-Shen (hoy en día, SiMao y XiShuangBanna), y se recolecta desde la dinastía Tang (618 ~ 907); por ello, el té se denominaba antiguamente como té Ying-Shen. El nombre del té cambió a Pu-erh durante la dinastía Yuan (1271 ~ 1368) y no fue hasta que durante el periodo Wan-Li de la dinastía Ming (1368~1644) cuando se empezaron a obtener beneficios económicos de su recolección. 

## Recolección
Al contrario de otras variedades de té, el pu-erh se ha elaborado tradicionalmente con hojas procedentes de árboles viejos que proceden de una variedad conocida como "hoja de té amplia" (大叶, dà yè) del árbol Camellia sinensis, natural del suroeste de China y las regiones fronterizas con el Tíbet, Birmania, Vietnam y Laos. 
Las hojas maduras están cubiertas de finos pelos y son mayores que otras hojas de té, además de tener una composición química diferente. Las hojas de los árboles suelen crecer salvajes en lo que se denominan "montañas de té" y suelen ser muy valiosas; a veces, los buenos conocedores del pu-erh buscan las hojas tomadas de los bosques salvajes de solo una "montaña del té", sin mezclar con las hojas de cualquier otra área. 
A menudo el pu-erh se presenta al consumidor en forma de tortas (357 gramos) o pequeños ladrillos (250 gramos), envueltos en cortezas de papel, bambú, naranja o  pomelo, y se almacena lejos de la humedad excesiva, del calor y de la luz del sol para que madure más tiempo. Procurando una temperatura constante entre 20-30 grados centígrados con adecuada ventilación.  
Tras ser almacenado durante algunos años, el té adquiere características más oscuras, más suaves que provienen de su edad. Esta propiedad del pu-erh se originó probablemente del proceso natural del añejamiento que sucedió a lo largo de las rutas de antiguas caravanas.
Almacenamiento del té Pu-erh crudo: antes de beberse, se envejece en condiciones secas (mejor sabor, precio alto) o húmedas (sabor más ligero y menos dulce).
El té Pu-erh era transportado a lomo de caballo en grandes caravanas, desde Yunnan a Pekín, en un penoso viaje que duraba 3 meses. Cuando finalmente el té llegaba a la capital china, se había fermentado, y notaron que esa fermentación (descubierta por accidente) mejoraba sus cualidades.
Los conocedores del pu-erh buscan paquetes de té bien añejado y cuidado en su proceso de producción, tal como ocurre con los buenos vinos. Un paquete de 250 gramos de buen té, de alta calidad, añejado 50 años, puede llegar a costar miles de dólares. 
Los ladrillos de té desarrollaron un sabor terroso limpio único que hace tiempo fue refinado por los aficionados.

## Forma

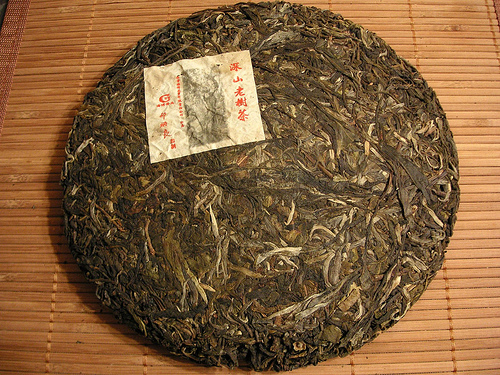
Bĭngchá

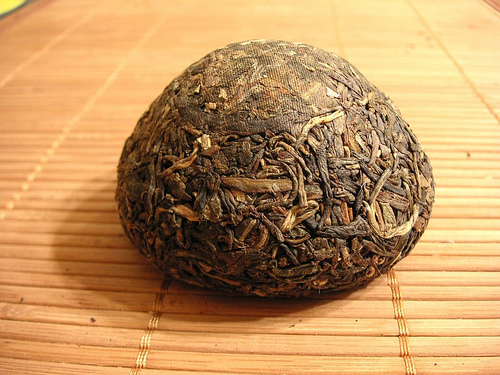
Túochá

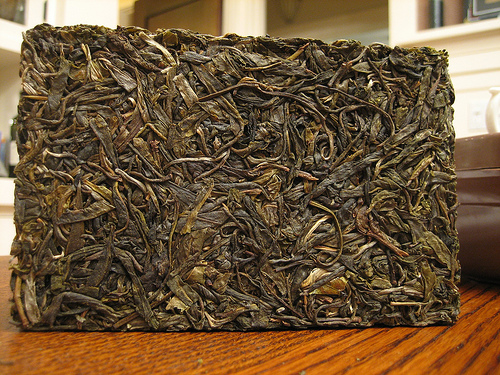
Zhuānchá'

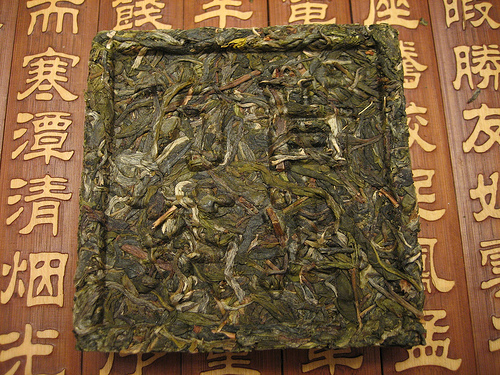
Fāngchá

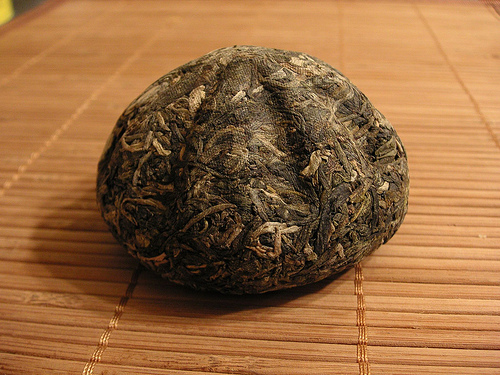
Jīnguā

El té pu-erh adopta una variedad de formas: ;Bĭngchá (饼茶, té de Disco): redondo, achatado, con forma adiscada. Los rangos de tamaño van desde los 100 g hasta el grande de 5000 g o incluso más, los de 357 g, 400 g, y 500 g son los más comunes; Túochá (沱茶, té con forma de cuenco): con forma de bol. Los rangos van desde los 7 g hasta 3000 g o más, los más habituales son 100 g, 250 g, 500 g; Zhuānchá (砖茶, té de ladrillo): té con forma rectangular, entre los 100 g, 250 g, 500 g, e incluso 1000 g; Fāngchá (砖茶, té cuadrado): generalmente con tamaños de 100 g o 200 g; Jĭnchá (紧茶, té seta) que, con formas como un túo, se elabora para el consumo en el Tíbet y suele pesar entre 250 g o 300 g; Jīnguā (金瓜, melón dorado), con forma similar a túochá, pero con una pequeña concavidad.

## Calidades
El coste por gramo de té pu-erh varía en función al tiempo de fermentación de la hoja en la barrica. Los precios se multiplican velozmente cuando el té supera los veinte años de añejamiento.

## Uso en Occidente y propiedades
Se ha hecho popular en el mundo occidental debido a su bajo contenido en cafeína y a sus aparentes propiedades para eliminar grasa, por lo que ha recibido el nombre de "devorador de grasas". El auténtico té pu-erh contiene muy poca cafeína precisamente por su fermentación; contiene muchísima menos cafeína que una taza de café y que cualquier otro té.[cita requerida]
Los mercados más fuertes fuera de la República Popular China son Rusia y Europa donde tiene una gran demanda.

## Propiedades
Téngase en cuenta que, como es habitual en este tipo de alimentos, no todas las cualidades han sido confirmadas por estudios científicos.
Enlaces incluidos con la Biblioteca Nacional de Medicina de los Estados Unidos con estudios comprobados sobre el Pu-erh. Entre las propiedades que se le atribuyen destacan las siguientes:
- Reduce los niveles de azúcar en sangre[3]
- Reduce los niveles de grasa[4]
- Estimula el metabolismo hepático[5]
- Desintoxica y depura la sangre[6]
- Refuerza el sistema inmunitario[7]
- Reduce el peso[5]
- Evita la formación de tumores y células cancerosas[8]
- Combate la esclerosis[9]
- Reduce la insuficiencia cardíaca[10]
- Previene enfermedades respiratorias[11]
- Estimula la digestión de comidas ricas en grasa
- Previene y baja el colesterol LDL
- Estimula la secreción de las glándulas digestivas
- Previene infecciones